# 新國家美術館

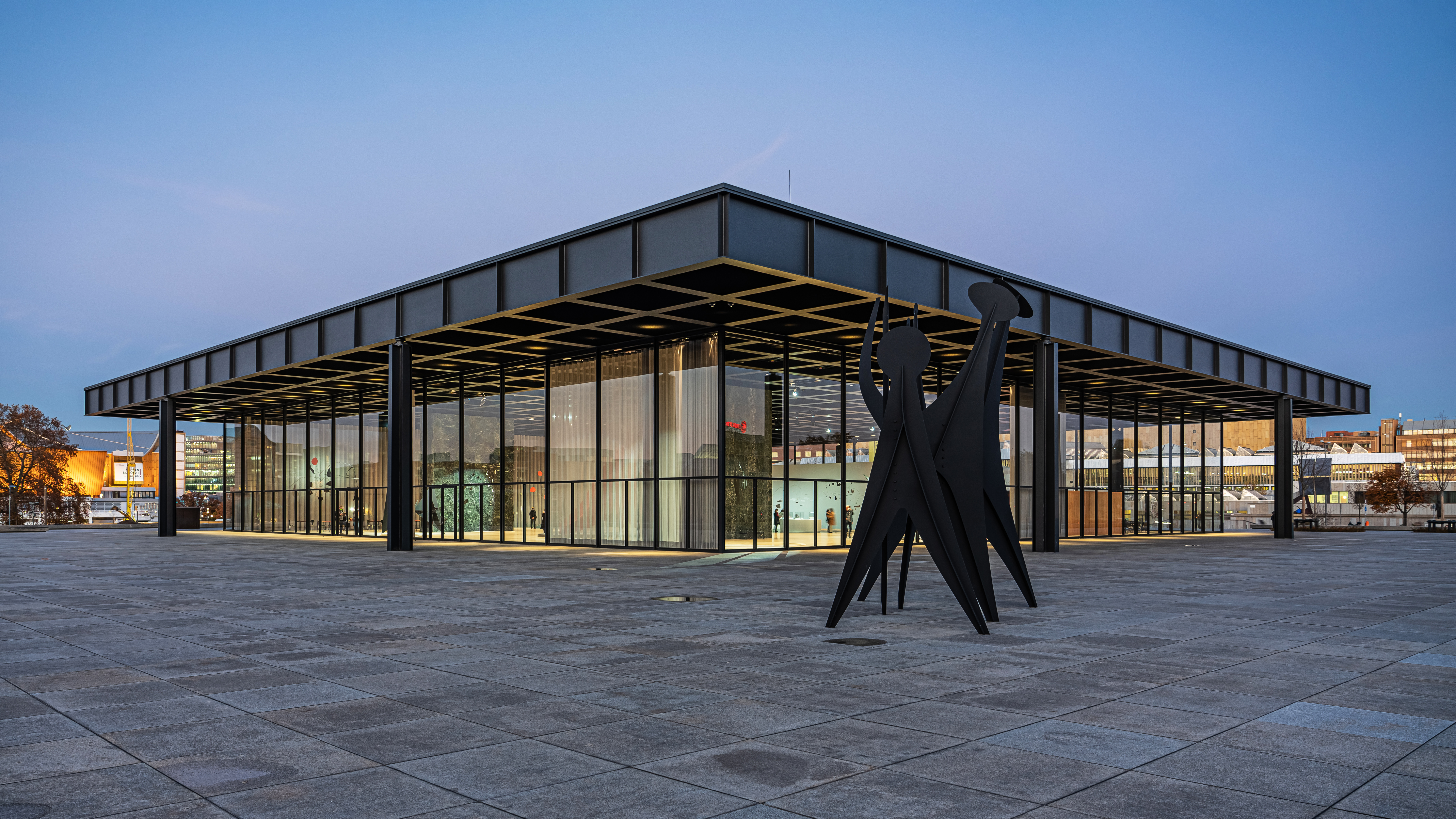
新國家美術館

新國家美術館（德語：Neue Nationalgalerie）是位於德國首都柏林一座美術館，主要收藏20世紀初的現代藝術品。
新國家美術館是國家美術館和柏林国立博物馆的成員，開業於1968年。建築師是路德維希·密斯·凡德羅。現任館長為克勞斯·比森巴赫（2022年1月1日始任）。
根據報導，自2023年開始，博物館在每週四的下午4時－8時期間，免費對公眾開放。館長克勞斯·比森巴赫對此表示，「缺錢或缺資金，不該成為無法獲得藝術和靈感的理由」。

## 外部連結
- 官方网站
- 柏林藝術論壇的介紹頁面 （页面存档备份，存于）

52°30′24.5″N 13°22′04.5″E / 52.506806°N 13.367917°E